# Zuzana Ondrášková
Zuzana Ondrášková (* 3. května 1980 Opava) je bývalá česká profesionální tenistka, která ukončení kariéry oznámila na Australian Open 2013. Ve své kariéře nevyhrála na okruhu WTA Tour žádný turnaj. V rámci okruhu ITF získala dvacet titulů ve dvouhře a z dalších jedenácti finále odešla poražena.
Na žebříčku WTA byla ve dvouhře nejvýše klasifikována v únoru 2004 na 74. místě a ve čtyřhře pak v srpnu téhož roku na 295. místě. Trénoval ji otec Petr Ondrášek.
V českém fedcupovém týmu neodehrála žádné utkání. Poslední zápas odehrála v úvodním kole kvalifikace Australian Open 2013.

## Tenisová kariéra
Během kariéry porazila několik hráček, které se alespoň jednou objevily v první desítce světové klasifikace. Jednalo se o výhry nad Li Na, Danielou Hantuchovou, Marion Bartoliovou, Jelenou Dokićovou a bývalou světovou jedničkou Dinarou Safinovou.
Na okruhu WTA se probojovala do finále dvouhry květnového ECM Prague Open 2005, pražského turnaje kategorie Tier IV a s rozpočtem 140 000 dolarů. V úvodním kole přehrála Australanku Jelenu Dokićovou. V semifinále si hladce poradila s krajankou a druhou nasazenou Klárou Zakopalovou 6–2 a 6–2. V boji o titul podlehla ruské turnajové jedničce Dinaře Safinové.
Semifinále z pozice kvalifikantky si zahrála na budapešťském GDF SUEZ Grand Prix 2010, kde ji porazila Patty Schnyderová. Dvě čtvrtfinálové účasti zaznamenala na Forest Hills Tennis Classic 2005, kde byla nad její síly Lucie Šafářová a poté také na Estoril Open 2006.

## Finálové účasti na turnajích WTA Tour
| Legenda                                      |
| -------------------------------------------- |
| D – dvouhra; Č – čtyřhra                     |
| Grand Slam (0–0)                             |
| WTA Tour Championships (0–0)                 |
| Tier I / Premier Mandatory & Premier 5 (0–0) |
| Tier II / Premier (0–0)                      |
| Tier IV / International (0–1 D)              |

### Dvouhra: 1 (0–1)
| stav       | Č. | Datum           | Turnaj       | Povrch | Soupeřka ve finále | Výsledek  |
| ---------- | -- | --------------- | ------------ | ------ | ------------------ | --------- |
| Finalistka | 1. | 15. května 2005 | Praha, Česko | antuka | Dinara Safinová    | 62–7, 3–6 |

## Tituly na okruhu ITF

### Dvouhra: 20
| Č.  | Datum             | Turnaj            | Povrch      | Soupeřka ve finále            | Výsledek         |
| 1.  | 14. červen 1998   | Kandřín-Kozlí     | antuka      | Milena Nekvapilová            | 0–6, 6–1, 6–2    |
| 2.  | 19. červenec 1998 | Civitanova        | antuka      | Magdalena Zdenovcová          | 6–2, 6–2         |
| 3.  | 15. listopad 1998 | Bossonnens        | tvrdý (h)   | Laura Baová                   | 6–2, 7–5         |
| 4.  | 9. duben 2000     | Makarska 1        | antuka      | Julia Bejgelzimerová          | 6–2, 6–3         |
| 5.  | 18. červen 2000   | Kandřín-Kozlí     | antuka      | Olga Lazarčuková              | 7–5, 6–4         |
| 6.  | 31. říjen 2004    | Toruň             | antuka      | Gabriela Navrátilová          | 6–0, 6–4         |
| 7.  | 20. srpen 2000    | Valašské Meziříčí | antuka      | Lucie Šteflová                | 6–4, 6–1         |
| 8.  | 1. říjen 2000     | Makarska 3        | antuka      | Oana Elena Golimbioschiová    | 6–2, 6–2         |
| 9.  | 8. říjen 2000     | Makarska 4        | antuka      | Ioana Gasparová               | 6–2, 6–3         |
| 10. | 9. září 2001      | Fano              | antuka      | Anna Smašnovová               | 3–6, 6–1, 7–5    |
| 11. | 10. únor 2002     | Redbridge         | tvrdý (h)   | Galina Fokinová               | 5–7, 6–2, 7–5    |
| 12. | 17. únor 2002     | Sutton            | tvrdý (h)   | Dragana Zarićová              | 7–6(5), 6–4      |
| 13. | 2. březen 2003    | Ostrava 1         | koberec (h) | Anne Keothavongová            | 6–4, 7–6(1)      |
| 14. | 20. duben 2003    | Biarritz          | antuka      | Natalia Gussoniová            | 6–0, 6–3         |
| 15. | 21. září 2003     | Bordeaux          | antuka      | Anabel Medinaová Garriguesová | 6–7(4), 6–4, 6–3 |
| 16. | 12. červen 2005   | Záhřeb            | antuka      | Cvetana Pironkovová           | 4–6, 6–4, 6–3    |
| 17. | 7. září 2008      | Brno              | antuka      | Anastasija Sevastovová        | 6–4, 3–6, 6–2    |
| 18. | 28. březen 2009   | Latina-Nascosa    | antuka      | Anna Korzeniaková             | 7–5, 6–7(3), 6–2 |
| 19. | 6. června 2010    | Brno              | antuka      | Kristýna Kučová               | 6–3, 4–6, 6–2    |
| 20. | 19. září 2010     | Mestre            | antuka      | Lucie Hradecká                | 6–3, 6–3         |

## Postavení na konečném žebříčku WTA

### Dvouhra
| Rok    | 1997 | 1998   | 1999   | 2000   | 2001   | 2002   | 2003  | 2004   | 2005  | 2006   | 2007   | 2008   | 2009   | 2010  | 2011   | 2012    |
| Pořadí | 809. | ▲ 296. | ▲ 272. | ▲ 212. | ▲ 193. | ▲ 128. | ▲ 87. | ▼ 143. | ▲ 78. | ▼ 108. | ▼ 139. | ▼ 189. | ▲ 180. | ▲ 84. | ▼ 433. | ▼ 1119. |